# ISU 채점 체계

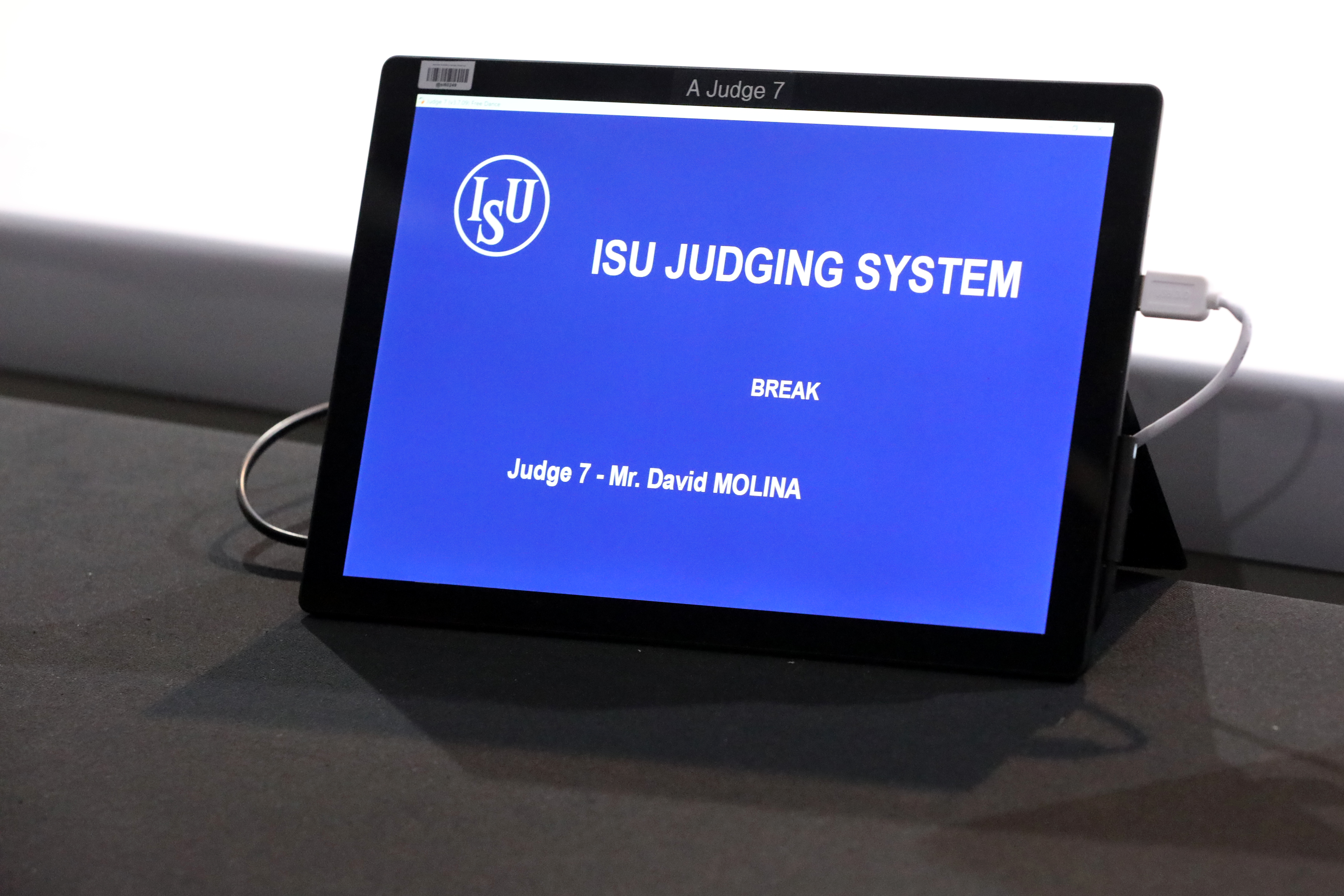

ISU 채점 체계(영어: ISU Judging System, Code of Points (CoP), International Judging System (IJS))는 국제스케이트연맹(ISU)이 규정한 피겨 스케이팅 경기의 채점 방식이다.

## 개요
ISU 채점 시스템 = 코드 오브 포인트(CoP)는 국제스케이트연맹(ISU)이 규정한 피겨 스케이팅 경기의 채점법.
CoP에서는 각 종목별로 기술점, 구성점, 디덕션(감점)을 산출해, 이를 더한 총득점으로 승패를 결정한다.
솔트레이크시티 동계 올림픽 당시 피겨 스케이팅 페어부문 편파 판정을 계기로 고안돼 그때까지 사용되던 6.0점 시스템 대신 ISU가 승인하는 모든 국제대회에서 사용되고 있다. 우선 2003-2004 시즌의 ISU 그랑프리 시즌에 시험적으로 도입됐고, 2004-2005 시즌부터는 본격적으로 ISU 피겨 스케이팅 선수권대회에 도입됐다. 그외 국제대회나 각국 국내대회는 도입시기상 차이가 있다.

### 기술점
기술점은 선수가 실행한 각 규정요소에 대해 주어진 득점의 합계 점수이다.
각 요소의 득점은 기초점과 GOE(수행 점수)에 따라 아래 순서로 산출된다.
- 기술심판이 연기를 슬로비디오로 재생해 확인하고, 선수가 실행한 요소가 무엇이었는지를 판정한다. 여기서 그 요소에 대응한 기초점이 결정된다.
- 연기심판이 기술의 성과를 -5부터 +5의 GOE로 평가한다.
- 각 요소별로 최고 평가 점수 및 최저 평가 점수를 준 연기심판의 평가 점수를 제외한다.
- 남은 평가 점수를 ISU 규칙 322호의 표에 근거해 점수로 변환한다.
- 변환된 수치의 평균치를 산출한다.
- 기초점에 GOE에서 산출한 수치를 가미해 최종적인 요소의 득점으로 삼는다.
- 모든 요소의 득점을 더한 것이 기술점이 된다.